# Mugdock Castle
Mugdock Castle ist die Ruine einer Niederungsburg im Mugdock Country Park direkt westlich des Dorfes Mugdock. Die Ruine gehört zur schottischen Council Area Stirling, auch wenn sie nur zwei Kilometer nördlich von Milngavie in der Council Area East Dunbartonshire in den nördlichen Vororten von Glasgow liegt. Historisch lag sie in der traditionellen Grafschaft Stirlingshire.

## Geschichte
Die Ländereien von Mugdock gehörten den Grahams seit Mitte des 13. Jahrhunderts, als sie David de Graham of Dundaff vom Earl of Lennox erwarb. Es ist möglich, dass die Burg von seinem Nachfahren, Sir David de Graham († 1376) oder dessen Sohn 1372 erbaut wurde. 1458 wurden die Ländereien zum Baronat Mugdock erhoben. 1505 wurde die Grahams zu Earls of Montrose ernannt.
Der bekannteste der Grahams of Montrose, James Graham, 1. Marquess of Montrose, könnte 1612 auf Mugdock Castle geboren worden sein. In den Bischofskriegen, einem Vorspiel zu den Kriegen der drei Königreiche, unterstützte Lord Montrose kurzfristig die Covenanters. Er wurde 1641 wegen Intrigen gegen Archibald Campbell, 1. Marquess of Argyll, der später sein Erzfeind wurde, in Edinburgh eingesperrt. Während Lord Montrose im Gefängnis war, brandschatzte Lord Sinclair Mugdock Castle. Lord Montrose aber kehrte erst 1644 dorthin zurück, als er seine royalistische Revolte begann, in der er der Kommandeur der königlichen Truppen in Schottland wurde. Mugdock Castle wurde in diesem Jahr erneut gebrandschatzt. Nach der Niederlage von König Karl I. von England wurde Lord Montrose 1650 hingerichtet und seine Ländereien hatte er zugunsten des Marquess of Aryll verwirkt. 1661 wurde der Marquess of Argyll ebenfalls hingerichtet und Mugdock Castle an die Familie Graham zurückgegeben, die die Burg zwei Jahre lang renovieren ließ. In den Mauern der alten Burg wurde ein Landhaus errichtet. 1692 kauften die Grahams Buchanan Auld House bei Drymen, eine Residenz, die eher zu einem Marquis passte, auch wenn der offizielle Familiensitz noch einige Zeit Mugdock Castle blieb.
Ein terrassierter, eingefriedeter Garten mit einem Lusthaus wurde in den 1820er Jahren östlich der Burg errichtet. Der örtliche Geschichtswissenschaftler John Guthrie Smith (1834–1894), ein Verwandter der Familie Smith vom nahegelegenen Craigend Castle, pachtete das Anwesen ab 1874. Er ließ das Landhaus aus dem 17. Jahrhundert abreißen und beauftragte den Bau eines neuen Landhauses im Scottish Baronial Style in den Ruinen der alten Burg. Es wurde von den Architekten Campbell Douglas & Sellers entworfen und in den 1880er-Jahren nach Plänen von James Sellers erweitert.
Im Zweiten Weltkrieg wurde das Haus von der Regierung requiriert. 1945 kaufte Hugh Fraser, 1. Baronet, Besitzer der heute House of Fraser genannten Einzelhandelskette, Mugdock Castle vom Duke of Montrose. Das Mugdock House aus dem 19. Jahrhundert brannte 1966 zusammen mit den verbleibenden Nebengebäuden aus dem 16. Jahrhundert nieder. 1981 vermachte Lord Frasers Sohn, Sir Hugh Fraser, 2. Baronet, die Burgruine und das Anwesen der Verwaltung der Central Region zur Nutzung als Country Park. Heute heißt das Anwesen Mugdock Country Park und die Ruinen sind öffentlich zugänglich. Der verbleibende Turm aus dem 14. Jahrhundert wurde renoviert und dient als Museum. Die Burgruine gilt als Scheduled Monument.

## Architektur

### Die Burg
Die ursprüngliche Burg wurde Mitte des 14. Jahrhunderts errichtet. Sie könnte die Form eines Schildes gehabt haben und aus Türmen, die um einen Innenhof gruppiert und mit Kurtinen und Gebäudefluchten verbunden waren, bestanden haben. In der Mitte der Südmauer war das Haupttor. Die Burg stand auf einem natürlichen Mound mit steilen Seiten aus vulkanischem Gestein am Westrand des Mugdock Loch, der größer war als heute. Von dieser frühen Burg ist nur der Südwestturm komplett erhalten und bildet das am besten zu erkennende Gebäude der Ruinen. Der schmale Turm hat vier Stockwerke; der Eingang befindet sich im ersten Obergeschoss und ist über eine Außentreppe an der Ostseite zu erreichen. Das Erdgeschoss hat eine Gewölbedecke und jedes Geschoss besteht aus einem einzigen Raum. Die beiden oberen Geschosse haben einen größeren Grundriss als die unteren und sind mit Konsolen abgestützt. Dies gibt dem Turm ein kopflastiges Aussehen. Die einzigen weiteren Ruinen sind das Erdgeschoss des Nordwestturms, ein Teil des Torhauses und einige Verbindungsabschnitte der Kurtine.

### Erweiterung
Mitte des 15. Jahrhunderts wurde die Burg erweitert, vermutlich etwa zu der Zeit, als das Baronat geschaffen wurde. Es wurde eine äußere Mauer errichtet, die den größten Teil des Mounds als äußeren Hof einschloss. Dieser Hof hatte seinen Haupteingang im Süden, anschließend an den Südwestturm. Im Hof sind die Ruinen verschiedener Steingebäude, die meisten aus dem 16. Jahrhundert. Dazu gehören eine Kapelle am nördlichen Hofende und eine Wohngebäudeflucht im Südwesten. Der größte Teil der äußeren Kurtine ist ebenfalls verschwunden, nur im Süden ist ein Abschnitt erhalten.

### Viktorianisches Haus

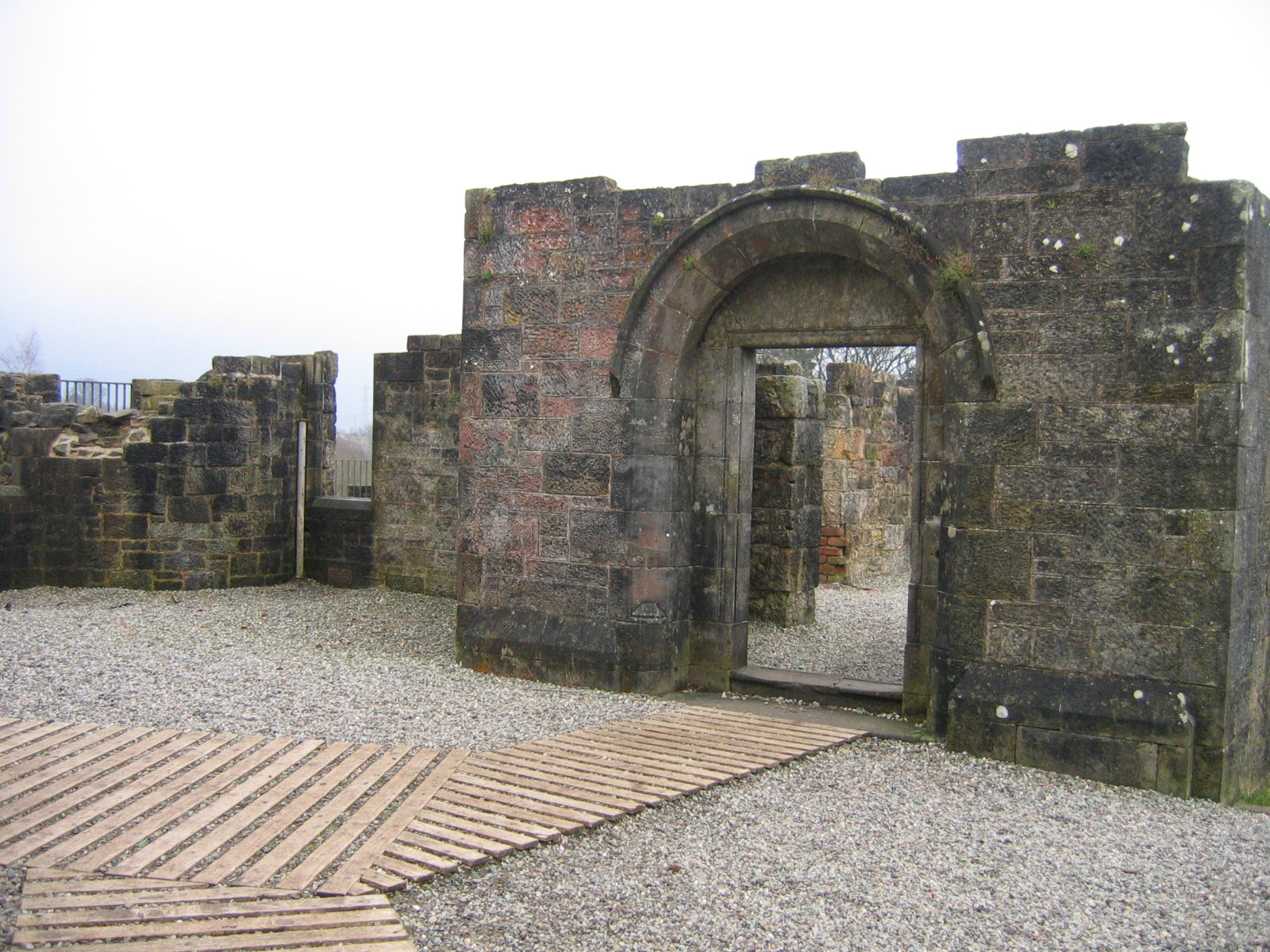
Die Ruinen des Hauses aus dem 19. Jahrhundert

Zum Ende des 19. Jahrhunderts lag der größte Teil der Burg in Ruinen. Als John Guthrie Smith sein Landhaus erbauen ließ, wurden alle Überreste der östlichen Türme beseitigt. Der einzige erhaltene Turm wurde in das neue Gebäude integriert und mit diesem durch einen überdachten Gang im ersten Obergeschoss über eine Brücke mit weitem Bogen verbunden. Das Haus selbst hatte einen L-förmigen Grundriss und war drei Stockwerke hoch. Es war in Scottish Baronial Style errichtet. Die Eingangstür lag dem Südwestturm gegenüber; die Gebäude schlossen einen kleinen Hof ein. Nach dem Brand wurde dieses Haus 1967 größtenteils bis auf die Grundmauern abgerissen; einige Mauern stehen noch bis auf die Höhe des ersten Obergeschosses.